# Planalto do Malanje
Planalto do Malanje är en bergstopp i Angola.   Den ligger i provinsen Malanje, i den nordvästra delen av landet, 300 kilometer öster om huvudstaden Luanda. Toppen på Planalto do Malanje är 1 339 meter över havet.
Terrängen runt Planalto do Malanje är huvudsakligen platt, men den allra närmaste omgivningen är kuperad. Planalto do Malanje är den högsta punkten i trakten. Närmaste större samhälle är Malanje, 6,5 kilometer söder om Planalto do Malanje.
Runt Planalto do Malanje är det i huvudsak tätbebyggt. Runt Planalto do Malanje är det glesbefolkat, med 15 invånare per kvadratkilometer.